# Jonas Koller
Jonas Koller (* 22. März 1993 in Addis Abeba) ist ein ehemaliger deutscher Leichtathlet, der sich auf Langstrecken- und Marathonläufe spezialisiert hatte.

## Werdegang
Jonas Koller wuchs die ersten sechs Monate seines Lebens als Findelkind in einem Waisenhaus in Addis Abeba auf. Er wurde adoptiert und lebte im oberpfälzischen Velburg in der Familie der Adoptiveltern.
Koller gewann am 29. Oktober 2017 beim Frankfurt-Marathon in persönlicher Bestleistung von 2:16:03 h den deutschen Vizemeistertitel im Marathon.
Am 6. Mai 2018 siegte er mit 1:19:28 h bei den traditionsreichen S 25 Berlin und erreichte damit den Leistungsnachweis für den Europacup im Marathon. Bei den Europameisterschaften in Berlin erreichte er im Marathon am 12. August den 28. Platz (2:19:16 h) und wurde mit der deutschen Marathonmannschaft Siebter in der Marathoncupwertung.
Koller lief bis 2019 für die LG Telis Finanz Regensburg und startete seit 2020 für den TV Wattenscheid 01.

## Erfolge (Auswahl)
national
- 2011: 2. Platz deutsche U23-Meisterschaften / Team  (10 km)
- 2012: 2. Platz Deutsche Crosslauf-Meisterschaften 2012  (U20)
- 2012: 3. Platz deutsche U20-Meisterschaften (5000 m)
- 2012: 3. Platz deutsche U23-Meisterschaften (10.000 m)
- 2013: 1. Platz deutsche Meisterschaften im Halbmarathon (U23-Meister)
- 2013: 1. Platz deutsche Meisterschaften im Halbmarathon (U23-Team)
- 2013: 2. Platz Deutsche Crosslauf-Meisterschaften 2013  (U23)
- 2013: 1. Platz Deutsche Crosslauf-Meisterschaften 2013  (U23-Team)
- 2013: 3. Platz deutsche Meisterschaften 10 km Straße (U23)
- 2013: 1. Platz deutsche Meisterschaften 10 km Straße (U23-Team)
- 2014: 3. Platz deutsche U23-Meisterschaften (10.000 m)
- 2014: 2. Platz deutsche Meisterschaften im Halbmarathon (U23)
- 2014: 1. Platz deutsche Meisterschaften im Halbmarathon (U23-Team)
- 2015: 1. Platz Deutsche Crosslauf-Meisterschaften 2015  (U23-Team)
- 2015: 2. Platz deutsche Meisterschaften im Halbmarathon (U23)
- 2015: 1. Platz deutsche Meisterschaften im Halbmarathon (U23-Team)

international
- 2013: 7. Platz Crosslauf-Europameisterschaften (Mannschaft)
- 2014: 6. Platz Crosslauf-Europameisterschaften (U23-Mannschaft)
- 2016: 2. Platz Köln Halbmarathon
- 2018: 1. Platz S-25 Berlin
- 2018: 28. Platz Marathon-Europameisterschaften Berlin